# Alana S. Portero

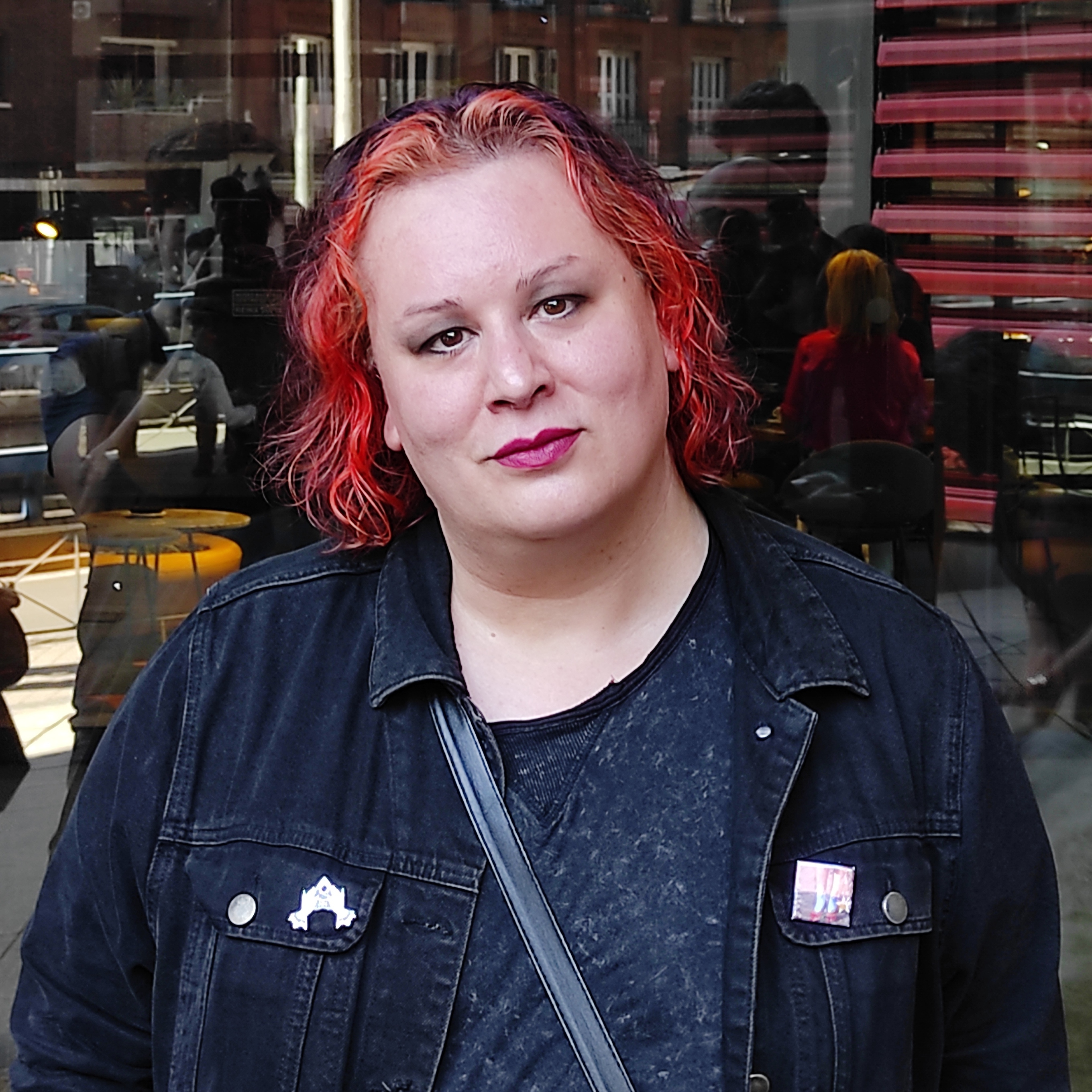
Alana S. Portero

Alana S. Portero (geb. 1978 in Madrid) ist eine spanische Schriftstellerin, Dramatikerin und Theaterregisseurin.

## Leben
Portero wuchs in den 1980er- und 1990er-Jahren im Arbeiterviertel San Blas auf, das von Armut, Gewalt und der Heroin-Epidemie geprägt war. Bereits in ihrer Kindheit fühlte sie sich ihrem bei der Geburt zugewiesenen männlichen Geschlecht nicht zugehörig und erkannte früh ihre Identität als Frau. Als Transfrau musste sie ihre wahre Identität lange verbergen und litt unter Selbstverleugnung sowie gesellschaftlichem Unverständnis. Portero studierte Mediävistik und entwickelte eine Leidenschaft für Mythen und Märchen, die später ihr literarisches Werk beeinflussten. Sie ist Mitbegründerin der Theaterkompanie Striga und lebt und arbeitet in Madrid.

## Wirken
Portero ist als Schriftstellerin, Dramatikerin und Theaterregisseurin tätig. Sie hat Beiträge für verschiedene Medien wie Vogue España, El Salto Diario, Agente Provocador und eldiario.es verfasst und betreibt einen eigenen Patreon-Kanal. Als Verfasserin von Essays, Gedichten und Kurzgeschichten hat sie sich einen Namen gemacht. Ihr Stil zeichnet sich durch eine Mischung aus Realismus und Fantasie aus. In ihren Werken setzt sie sich für die Sichtbarkeit und Rechte der LGBTQIA+-Gemeinschaft ein.
Ihr Debütroman Die schlechte Gewohnheit (Originaltitel: La mala costumbre) erschien 2023 und erlangte bereits vor der Veröffentlichung internationale Aufmerksamkeit. Die Rechte wurden in mehreren Ländern verkauft, darunter den USA, dem Vereinigten Königreich, Frankreich, Deutschland und Italien; der Roman wurde in mehrere Sprachen übersetzt. Die schlechte Gewohnheit ist ein Coming-of-Age-Roman, welcher die Geschichte von Alex erzählt, einem Mädchen, das im Körper eines Jungen geboren wurde und in den 1980er-Jahren in einem Madrider Arbeiterviertel aufwächst. Der Roman thematisiert Identitätssuche, Selbstfindung und den Mut, sich selbst treu zu bleiben, und verbindet dabei poetische Sprache mit mythologischen und popkulturellen Elementen. Obwohl der Roman autobiografische Elemente enthält, betont Portero, dass es sich um eine fiktionale Erzählung handelt.